# 宝鸡东站
宝鸡东站是位于陕西省宝鸡市金台区十里铺街道的一个铁路车站，有陇海铁路经过该站，车站及其上下行区间均已电气化，车站为中国铁路西安局集团管辖的一等编组站，担负着宝成、宝天、西宝、宝中四个方向列车的接发及货物列车的解体、编组及相关车站的列尾摘挂等技术作业；货运办理整车、集装箱、零担货物运输，货物快运及仓库租赁业务。
宝鸡东站为单向混合式二级四场编组站，Ⅰ场位于东侧，为到达场，设有10条到发线（含正线）；Ⅱ、Ⅲ、Ⅳ场并列布置：其中Ⅲ场为调车场，设有25条股道；Ⅱ、Ⅳ场分别为下、上行到发场，分别设有9条、5条到发线。本站距离宝鸡站4千米，区间为三线铁路。

## 下辖车站
宝鸡东车站为中国铁路西安局集团下辖的直属车站，历经2008年9月与宝鸡车站合并、2020年4月的生产力布局调整后，现下辖以下车站：
- 徐兰高铁：岐山站、杨凌南站、宝鸡南站
- 陇海铁路：卧龙寺站、虢镇站、宝鸡东站、宝鸡站、福临堡站
- 宝成铁路：任家湾站
- 宝中铁路：千河站